# Odinstårnet
55°23′38.14″N 10°19′53.75″Ø / 55.3939278°N 10.3315972°Ø
Odinstårnet var et 177 meter højt tårn på Bolbro Bakke i Odense, opført 1935 af resterende materiale fra konstruktionen af den gamle Lillebæltsbro af ingeniøren Theobald Weber. Tårnet blev sprængt i 1944.
Første udsigtsplatform på 324 m² lå 106 meter over havets overflade. 110 meter over havet var den stjerneformede hovedrestaurant med plads til 160 spisende gæster. Næste udsigtsplatform på 160 m² var 176 meter over havet. Herfra kunne man ad vindeltrappe komme helt op til 'Konkyliebaren', hvorfra der var udsigt til både Jylland, Sjælland og Samsø.
I sin korte levetid var Odinstårnet det næsthøjeste tårn i Europa, kun overgået af Eiffeltårnet i Paris.
Weber skabte desuden Manzanatårnet, der kun stod nogle få år, da træet det var bygget af, gik i forfald.

## Historie
Odinstårnet blev indviet den 29. maj 1935 af daværende kronprins Frederik (9.). Tårnet stod på et 625 m² stort fundament og bestod af cirka 30 tons stål og 2.700 tons beton. Positionen var 36 meter over havoverfladen, hvorfra tårnets spids i alt rakte 213 m. op.
Som "schalburgtage"-handling sprængte danske nazister med Henning Brøndum i spidsen d. 14. december 1944 tårnet som hævn for den stigende sabotage mod tyskerne i Odense.

### Nuværende model
Den 29. maj 2004 blev en 12 meter høj model af Odinstårnet opført som minde dér hvor tårnet oprindelig stod. Modellen blev produceret af elever ved smedeafdelingen på Odense Tekniske Skole.

## Nyt Odinstårn

### Foreningen Odinstårnet
Foreningen Odinstårnet er en forening, der blev startet i 1991.Den vil "udbrede kendskabet til det oprindelige Odinstårn og arbejde for, at der bygges et nyt Odinstårn, samt søge at skaffe kapital til dette formål." Foreningen vil finansiere byggeriet med fonde og private investorer.

### Forslag til et nyt Odinstårn
|  | Spekulativ artikel Bemærk at denne artikel er præget af spekulationer og bør omskrives, så fakta er understøttet af verificerbare kilder. |

Selskabet S. B. Møller har udarbejdet et forslag til et nyt Odinstårn. Med sine 238 meter er det over 50 meter højere end det første Odinstårn. Af foreslåede placeringer til det nye tårn nævnes Højstrups øvelsesterræn og Tusindsårsskoven. Tårnet, som er opdelt i fire sektioner og en top, skal huse både erhvervslivet og borgere, som kan bo lejligheder, tårnet er indrettet med. I toppen, der ligger i 210 meters højde, skal en langsomt roterende café placeres, hvor de besøgende har udsigt ud over hele Fyn.

## Galleri
- Resterne af det ødelagte Odinstårn.
- Tolv meter høj model af Odinstårnet, på en to meter høj sokkel.

## Eksterne links
- Odense Kommune om Odinstårnet (Webside ikke længere tilgængelig)
- Foreningen Odinstårnet
- Med 200 kilo sprængstof jævnede nazisterne Nordeuropas højeste tårn med jorden i Odense | Fyn | DR